# アントニオ・マリン
アントニオ・マリン（Antonio Marin, 2001年1月9日 - ）は、クロアチア・ザグレブ出身のサッカー選手。NKオリンピア・リュブリャナ所属。ポジションはFW（ウィング）。

## 経歴
ザグレブ出身で、2009年からNKディナモ・ザグレブのユースチームに所属していた。2017年9月に、ACミランやユヴェントスFC、パリ・サンジェルマンFC、マンチェスター・シティFCから興味を持たれていたが、10月7日にクラブと3年間のプロ契約を結んだ。
2018年5月19日、NKインテル・ザプレシッチ戦でイゼト・ハイロヴィッチとの交代で途中出場し、プロデビューを果たした。
2020年10月1日、セリエBのACモンツァへ期限付き移籍。11月7日のフロジノーネ・カルチョ戦で80分から投入され、加入後初出場となった。
クリスティアン・ブロッキ監督の下で公式戦7試合（スタメンはコッパ・イタリアの1試合）の出場に止まり、2021年1月25日にローン期間を短縮しディナモへ復帰。2月4日、NKロコモティヴァ・ザグレブへシーズン終了までのローンとなる。
2024年1月17日、NKオリンピア・リュブリャナに移籍した。

## タイトル
ディナモ・ザグレブ
- プルヴァHNL : 2017-18, 2018-19, 2019-20
- フルヴァツキ・ノゴメトニ・クプ : 2017-18
- フルヴァツキ・ノゴメトニ・スーペルクプ : 2019, 2022, 2023